# Robert Dickie (calciatore)
Robert Dickie (Wokingham, 3 marzo 1996) è un calciatore inglese, difensore del Bristol City.

## Carriera

### Club
Cresciuto nelle giovanili del Reading, Dickie si è unito a Reading all'età di otto anni. 
Nella stagione 2013-14 , Dickie esordisce in Fa Cup il 7 novembre 2015 giocando tutti i 90 minuti del match contro l'Hartlepool United mentre in campionato esordisce il 7 maggio 2016 giocando 45 minuti nell'ultima partita della stagione contro il Blackburn Rovers. Durante la stagione si trasferisce in prestito al Cheltenham, prestito che verrà confermato anche per la stagione successiva.
Il 1 agosto 2017 si trasferisce al Lincoln, dove rimane fino al 4 gennaio quando firma con l'Oxford United.
Dopo aver collezionato 86 presenze e 2 reti in tre stagioni con la maglia dell'Oxford United, firma per i Queens Park Rangers Football Club.

### Nazionale
Nel marzo del 2014, Dickie riceve la prima convocazione con l'Inghilterra Under-18 per la partita contro la Germania U18. Il 12 ottobre 2014, Dickie ha fatto il suo debutto con la nazionale inglese Under-19 entrando all'intervallo nel match contro il Lussemburgo.

## Statistiche

### Presenze e reti nei club
Statistiche aggiornate all'8 maggio 2025.
| Stagione                   | Squadra                    | Campionato                 | Campionato | Campionato | Coppe nazionali | Coppe nazionali | Coppe nazionali | Coppe continentali | Coppe continentali | Coppe continentali | Altre coppe | Altre coppe | Altre coppe | Totale | Totale |
| Stagione                   | Squadra                    | Comp                       | Pres       | Reti       | Comp            | Pres            | Reti            | Comp               | Pres               | Reti               | Comp        | Pres        | Reti        | Pres   | Reti   |
| -------------------------- | -------------------------- | -------------------------- | ---------- | ---------- | --------------- | --------------- | --------------- | ------------------ | ------------------ | ------------------ | ----------- | ----------- | ----------- | ------ | ------ |
| ago.-mag. 2016             | Cheltenham Town            | NL                         | 27         | 3          | FA Cup+CdL      | 0               | 0               |                    | -                  | -                  |             | -           | -           | 27     | 3      |
| mag.-lug. 2016             | Reading                    | FLC                        | 1          | 0          | FA Cup+CdL      | 1+0             | 0               |                    | -                  | -                  |             | -           | -           | 2      | 0      |
| 2016-gen. 2017             | Cheltenham Town            | FL2                        | 20         | 2          | FA Cup          | 3               | 0               |                    | -                  | -                  | EFL2        | 3           | 0           | 26     | 2      |
| Totale Cheltenham Town     | Totale Cheltenham Town     | Totale Cheltenham Town     | 47         | 5          |                 | 3               | 0               |                    | -                  | -                  |             | 3           | 0           | 53     | 5      |
| gen.-giu. 2017             | Reading                    | FLC                        | 0          | 0          | FA Cup+CdL      | 0               | 0               |                    | -                  | -                  |             | -           | -           | 0      | 0      |
| Totale Reading             | Totale Reading             | Totale Reading             | 1          | 0          |                 | 1               | 0               |                    | -                  | -                  |             | -           | -           | 2      | 0      |
| 2017-gen. 2018             | Lincoln City               | FL2                        | 18         | 0          | FA Cup+CdL      | 1+1             | 0               |                    | -                  | -                  | EFL         | 3           | 0           | 23     | 0      |
| gen.-giu. 2018             | Oxford Utd                 | FL1                        | 15         | 1          |                 | -               | -               |                    | -                  | -                  |             | -           | -           | 15     | 1      |
| 2018-2019                  | Oxford Utd                 | FL1                        | 37         | 1          | FA Cup+CdL      | 4+3             | 0               |                    | -                  | -                  | EFL         | 5           | 0           | 49     | 1      |
| 2019-2020                  | Oxford Utd                 | FL1                        | 34+3       | 0          | FA Cup+CdL      | 5+4             | 0               |                    | -                  | -                  | EFL         | 3           | 1           | 49     | 1      |
| Totale Oxford United       | Totale Oxford United       | Totale Oxford United       | 86+3       | 2          |                 | 13              | 0               |                    | -                  | -                  |             | 11          | 1           | 113    | 3      |
| 2020-2021                  | QPR                        | FLC                        | 43         | 3          | FACup+CdL       | 1+1             | 0               | -                  | -                  | -                  | -           | -           | -           | 45     | 3      |
| 2021-2022                  | QPR                        | FLC                        | 38         | 3          | CdL+FACup       | 4+2             | 2               | -                  | -                  | -                  | -           | -           | -           | 44     | 5      |
| 2022-2023                  | QPR                        | FLC                        | 38         | 0          | CdL+FACup       | 1+1             | 0               | -                  | -                  | -                  | -           | -           | -           | 40     | 0      |
| Totale Queens Park Rangers | Totale Queens Park Rangers | Totale Queens Park Rangers | 119        | 6          |                 | 10              | 2               |                    | -                  | -                  |             | -           | -           | 129    | 8      |
| 2023-2024                  | Bristol City               | FLC                        | 41         | 5          | FACup+CdL       | 4+2             | 0               |                    | -                  | -                  |             | -           | -           | 47     | 5      |
| 2023-2024                  | Bristol City               | FLC                        | 36+1       | 2          | FACup+CdL       | 0               | 0               |                    | -                  | -                  |             | -           | -           | 37     | 2      |
| Totale Bristol City        | Totale Bristol City        | Totale Bristol City        | 77+1       | 7          |                 | 6               | 0               |                    | -                  | -                  |             | -           | -           | 84     | 7      |
| Totale carriera            | Totale carriera            | Totale carriera            | 348+4      | 20         |                 | 11              | 2               |                    | -                  | -                  |             | 14          | 1           | 404    | 23     |